# Arthur Yager
Arthur Yager (ur. 1857, zm. 1941) – amerykański polityk, w latach 1913–1921 gubernator Portoryko, znajdującego się wówczas pod administracją kolonialną Stanów Zjednoczonych.

## Życiorys
Urodził się w 1857 roku.
Sprawował urząd gubernatora Portoryko od 15 listopada 1913, kiedy to zastąpił na stanowisku George Radcliffe Colton, przez siedem i pół roku, do 15 maja 1921. Jego następcą został tymczasowo José E. Benedicto.
Zmarł w 1941 roku.